# Radverkehr in Bremen

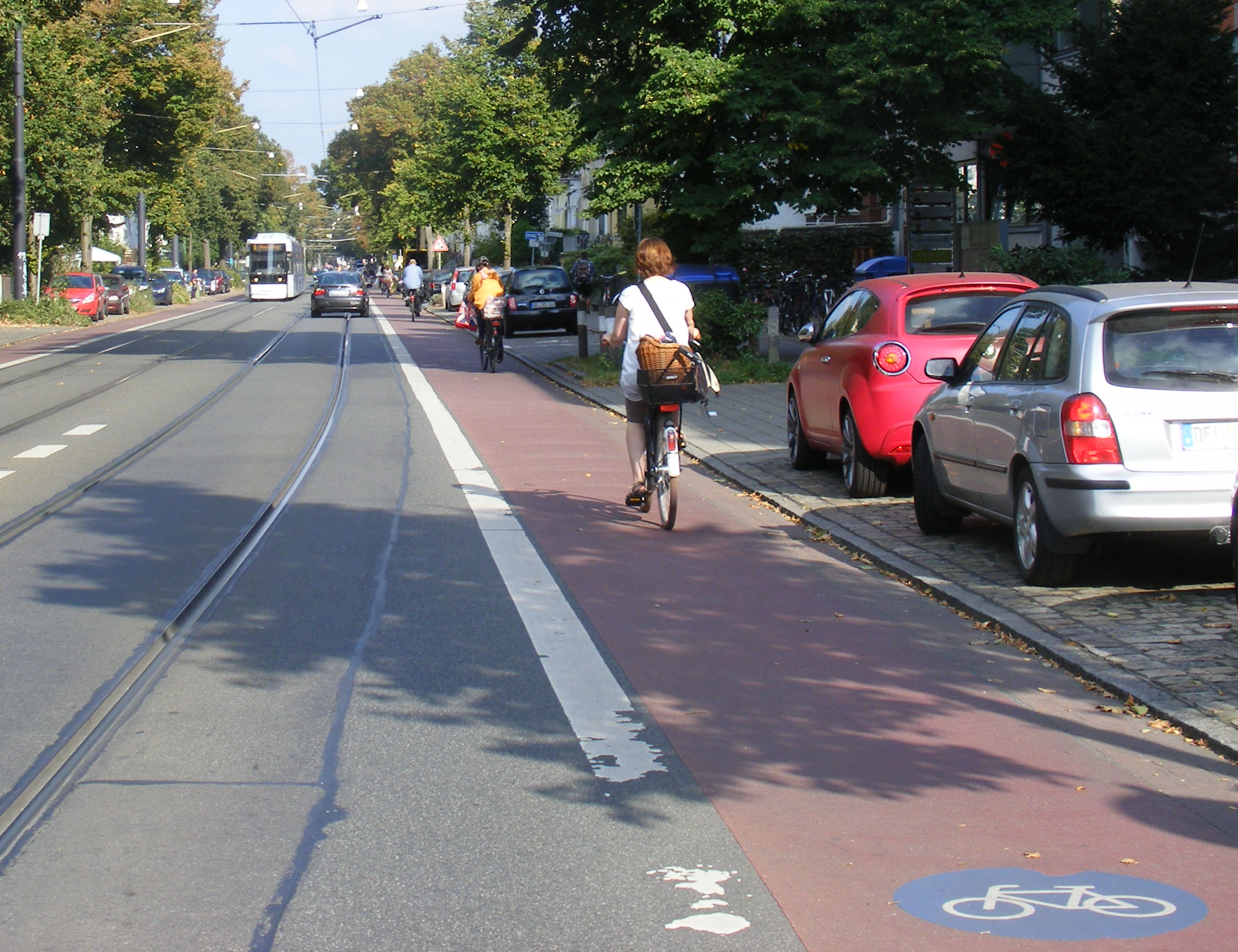
Radfahrstreifen in der Wachmannstraße, Bremen. Zuvor bestanden hier Bordsteinradwege.

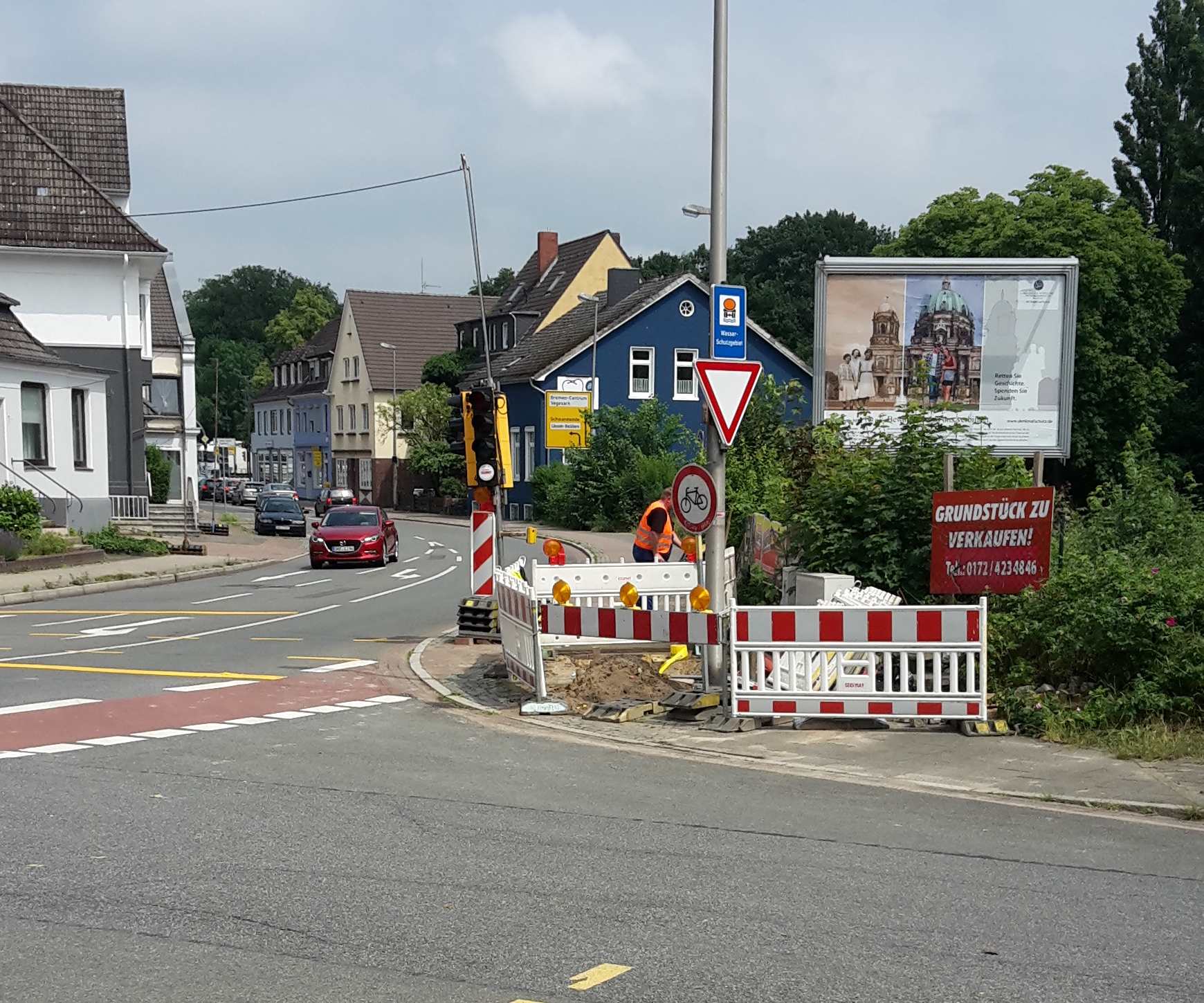
Bremer Fahrrad-Alltag: Rechtswidrige Baustellenbeschilderung

In Bremen erreichte der Radverkehr nach einer Untersuchung von 2008 einen Anteil von 26,5 % aller zurückgelegten Wege innerhalb der Stadt (Binnenverkehr) und liegt damit höher als in den meisten anderen deutschen Großstädten. Im Modal Split erreichte Bremen zusammen mit Hannover bei 19 % den höchsten Wert unter den deutschen Halbmillionenstädten. Bremen wird daher oft als eine „Fahrradstadt“ bezeichnet.
Zum Radverkehrsnetz der Stadt Bremen gehören 720 Kilometer straßenbegleitende Radwege sehr unterschiedlicher Qualität. Darüber hinaus führen viele Kilometer straßenunabhängiger Radwege durch Parks, Grünzüge und auf oder hinter den Deichen.
Die Straßen im Blockland dürfen mit dem Auto nur von Anliegern befahren werden und dienen vor allem dem Freizeitverkehr mit dem Fahrrad. In den ausgedehnten Tempo-30-Zonen wurden fast alle Einbahnstraßen für den Radverkehr geöffnet, jedoch gibt es in den älteren Stadtteilen noch viel Kopfsteinpflaster. 2008/09 wurden 400 Kilometer Hauptrouten mit Fahrrad-Wegweisung versehen.
In der Innenstadt stehen über 2.500 Stellplätze für Fahrräder zur Verfügung. Hinzu kommen die ADFC-Radstationen am Hauptbahnhof Bremen.
Im Verkehrsentwicklungsplan Bremen 2025 werden zahlreiche Maßnahmen für den Radverkehr vorgeschlagen, unter anderem Fahrrad-Premiumrouten, die in den Anforderungen weitgehend Radschnellverbindungen entsprechen. Mit Beginn der rot-grünen Koalition in 2007 hat die Radverkehrspolitik in Bremen an Bedeutung gewonnen. Im Vergleich der Bundesländer ist erkennbar, dass die Landesregierung ihren Handlungsspielraum nutzt, um den Radverkehr zu stärken und Bundesmittel zur Förderung des Radverkehrs einzuwerben.
Mehrere Radfernwege führen durch Bremen, großenteils über straßenunabhängige Wege.

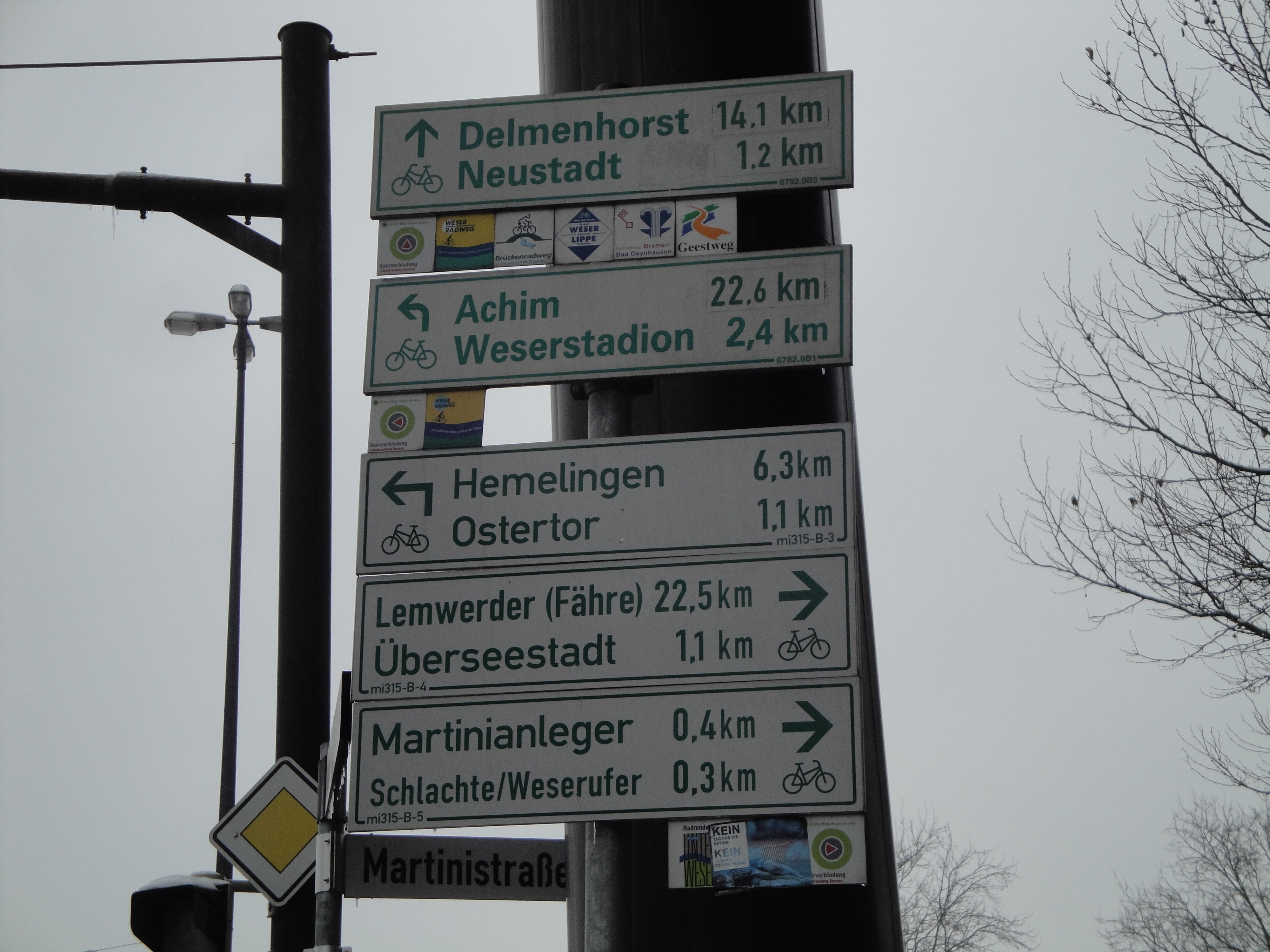
Fahrradwegweiser in Bremen

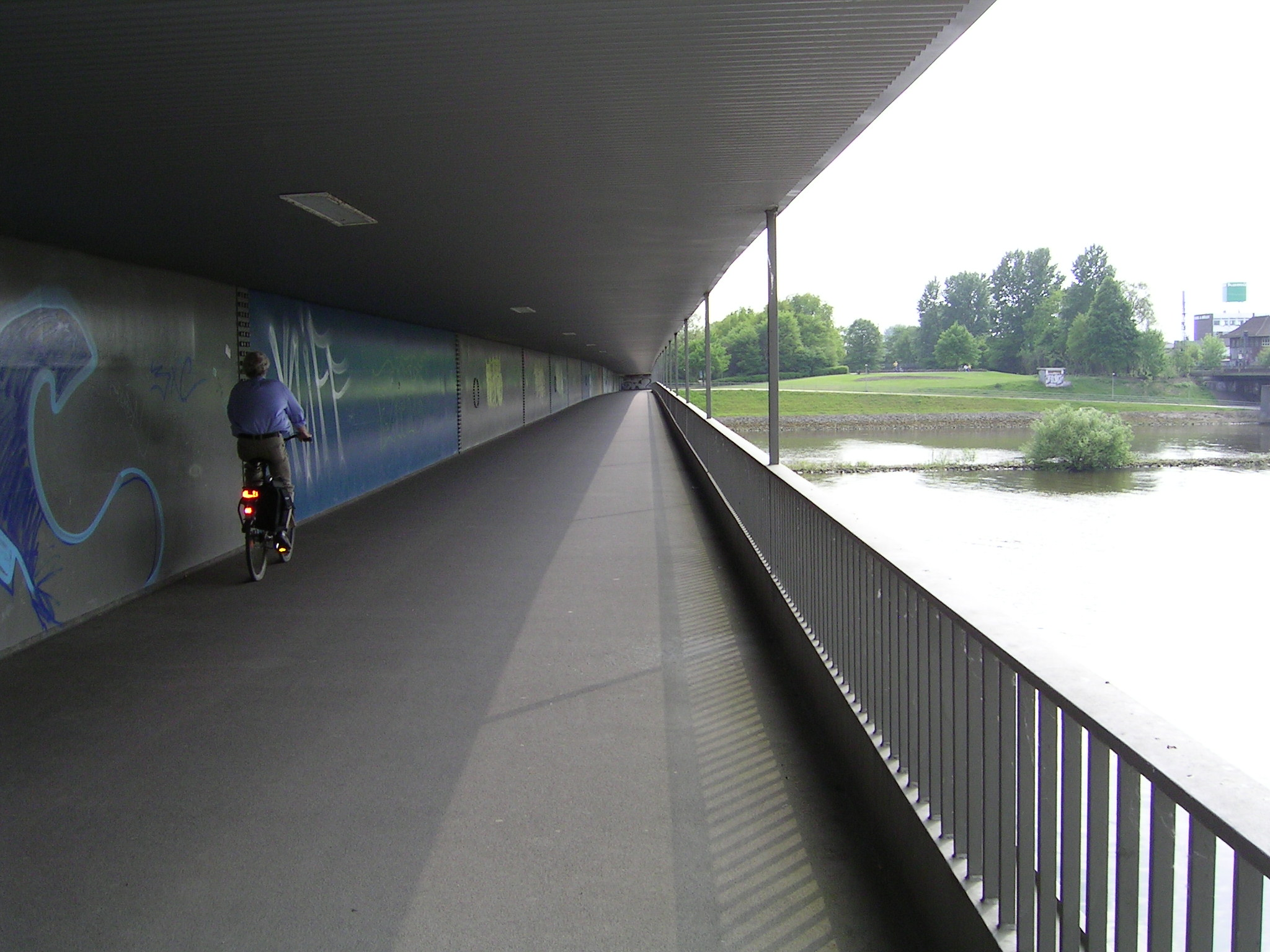
Fuß- und Radweg auf der unteren Ebene der Stephanibrücke

## Geschichte

### Anfänge
Begünstigt durch die steigungsfreie Topografie wurde das Fahrrad in Bremen schon früh beliebt und damit quantitativ bedeutend.
Die Gründe für den Bau von Radwegen haben sich mit der Zeit gewandelt: Um 1900 war das Fahrrad im Stadtverkehr das Fahrzeug mit den höchsten Fahrgeschwindigkeiten. Die Fahrbahnen fast aller Straßen bestanden aus Kopfsteinpflaster. Die ersten Radwege in Bremen waren Streifen aus weniger unebenlen Pflastersteinen in Straßenmitte. Erste Radwege am Straßenrand wurden in Bremen schon 1897 angelegt, z. B. an der Parkallee, Hollerallee und am Osterdeich. Mit der Zeit wurde das Fahrrad Massenverkehrsmittel, auch einige Straßen, auf denen die Arbeiter zu ihren Arbeitsplätzen im Hafenbereich fuhren, bekamen Radwege. Mit Zunahme und Beschleunigung des Autoverkehrs wollte man die Fahrbahnen von Radfahrern frei halten. Mit der ersten Straßenverkehrsordnung von 1934 wurde reichsweit die Radwegebenutzungspflicht eingeführt. 1936 gab es in Bremen 120 Kilometer Radwege.

### Ausbau des Radwegenetzes

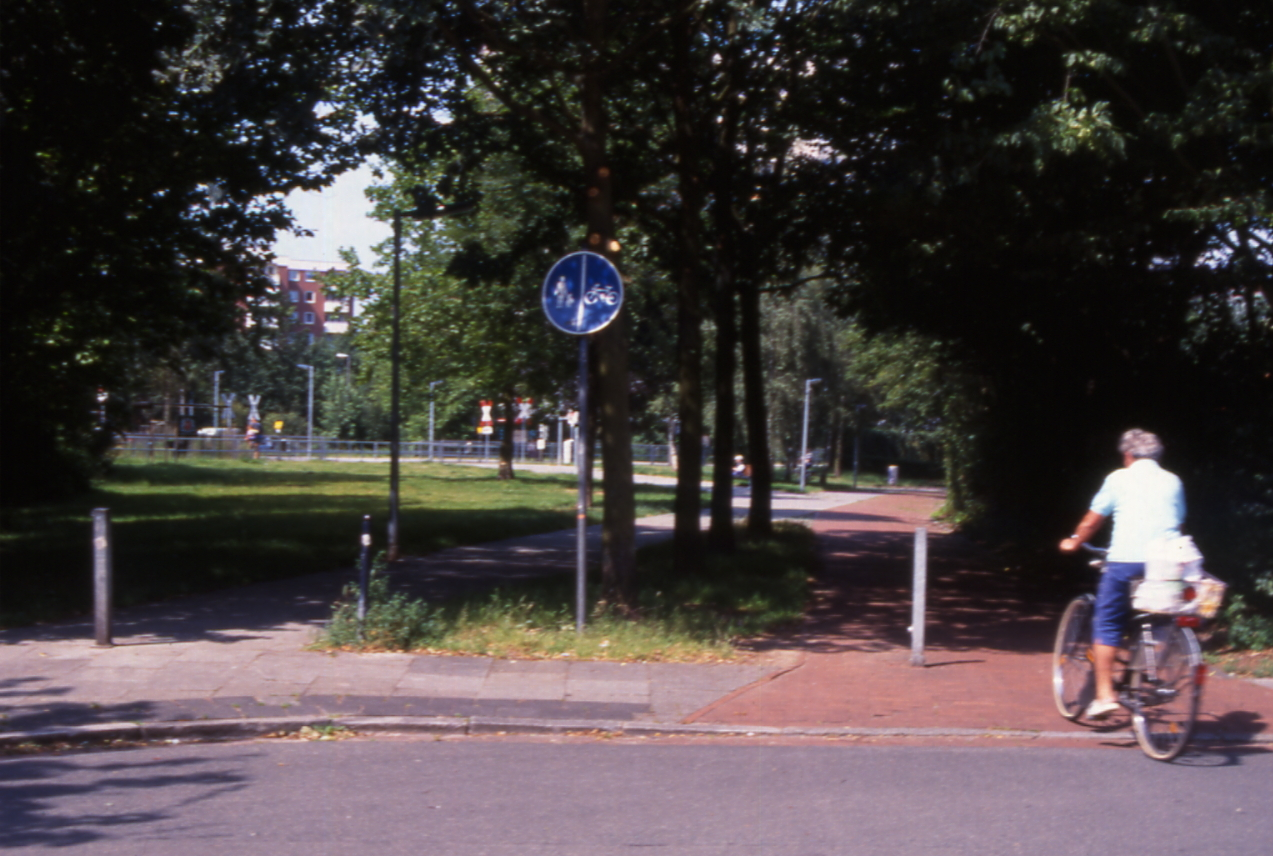
Radweg in Kattenturm

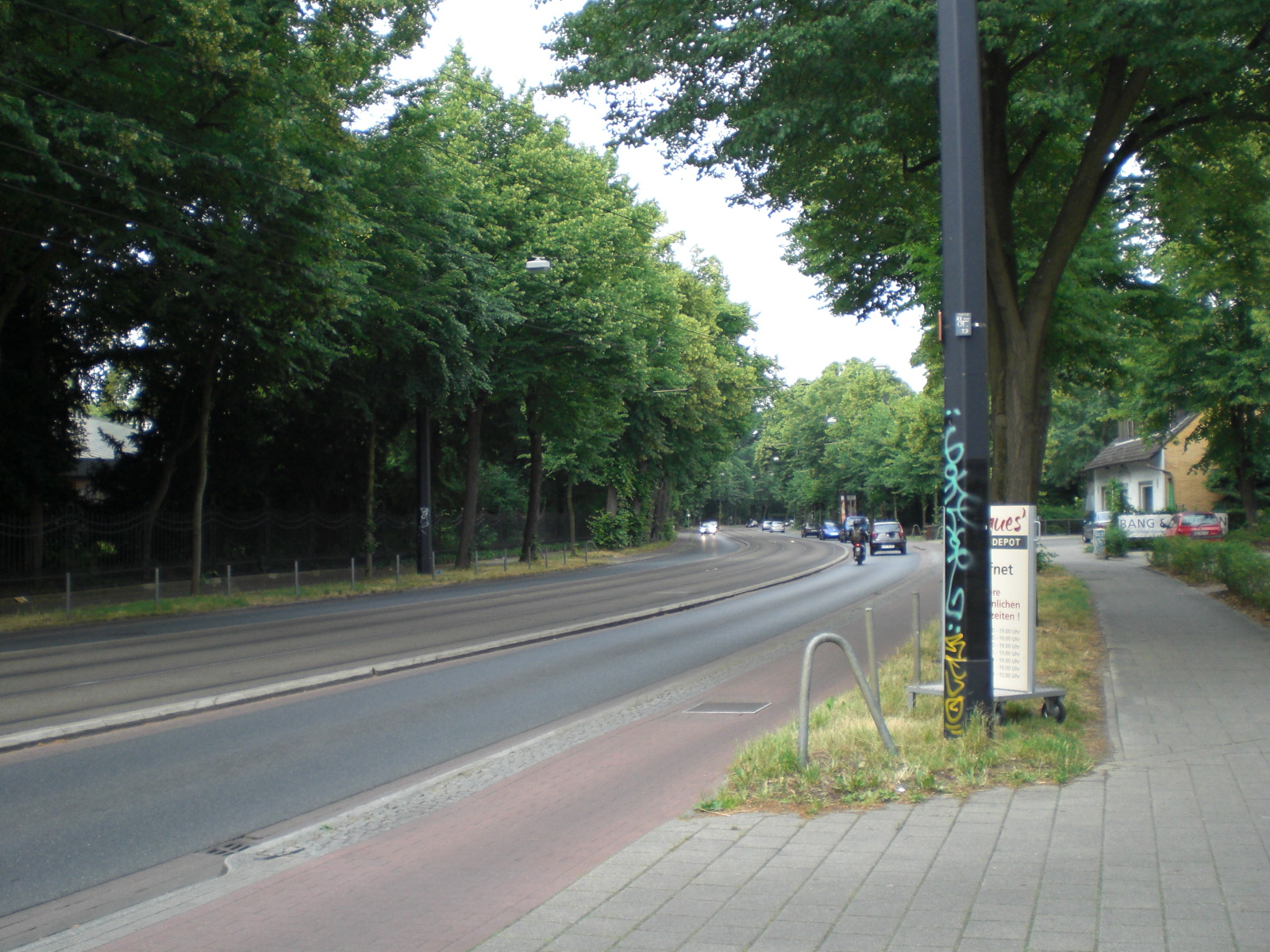
Schwachhauser Heerstraße: Radwege bei Hochlegung der Straßenbahn kurz nach 1990 verschmälert

In einigen besseren Wohnlagen wie in der Emmastraße hatte Bremen schon zwischen den Weltkriegen Radwege angelegt. In den 1960er und 1970er Jahren entstanden in Bremen Radwege nicht nur an Hauptstraßen, sondern auch in vielen Straßen ohne Durchgangsverkehr.
1971 stand im Stadtentwicklungsprogramm Bremen vom Senator für das Bauwesen als Ziel nur, dass „vornehmlich in den Außenbereichen, ein weitverzweigtes und sicheres Wegegenetz [für den Radfahrer] zur Verfügung stehen“ sollte, verbunden mit der Forderung „das Radwegenetz insbesondere zu den Grün- und Erholungsgebieten auszubauen“. Erst ab dieser Zeit widmete sich Bremen verstärkt dem Ausbau des Radwegenetzes. Besonders im Bremer Osten entstanden etliche Radwege abseits des Autoverkehrs.
Die positive Einstellung der Politik zum Fahrrad zeigte sich unter anderem in einem Projekt öffentlicher Fahrräder, das allerdings wegen erheblichen Schwundes Anfang der 1980er eingestellt werden musste. Auch gab es, noch provisorisch in einem Container auf dem Bahnhofsplatz, eine erste Fahrradstation. Bezüglich des Radverkehrs im Straßennetz gab es in den 1970er und 1980er Jahren eine Polarisierung zwischen bauender und regelnder Behörde; für das Amt für Straßen- und Brückenbau hatten Verbesserungen für den Autoverkehr Vorrang, der Leiter der Straßenverkehrsbehörde beim Innensenator, Klaus Hinte, war dagegen ein Pionier der Radverkehrsförderung. Seinem Wirken verdankt Bremen die Fahrrad-Ringspur am Stern und die ersten Fahrradstraßen der Bundesrepublik. Das Verkehrszeichen „Sackgasse für Fuß und Radverkehr  durchlässig“ mit dem Geh-Radweg-Symbol oberhalb des Querstrichs wurde durch ihn in Bremen eingesetzt, lange bevor es Eingang in die StVO fand.
1987 entstand ein Radwegeplan. In der Antwort zu einer Großen Anfrage der SPD-Bürgerschaftsfraktion an die Bremische Bürgerschaft wurde vom Senat durch Bausenator Meyer die Konzeption des Radwege-Verkehrsnetzes dargestellt.

### Umsetzung der StVO-Novelle von 1997

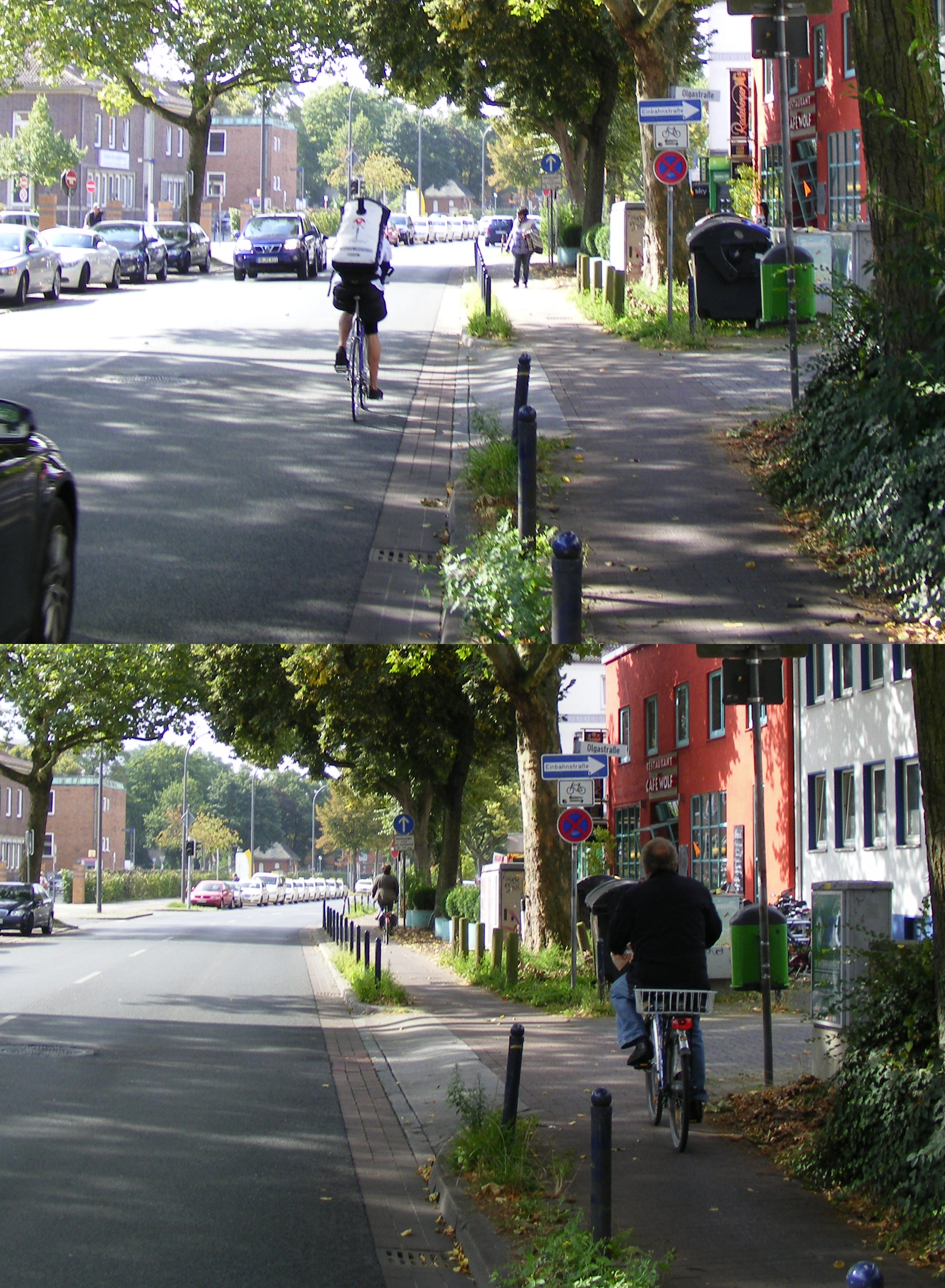
Für die Radwege in der Sankt-Jürgen-Straße wurde die Benutzungspflicht schon 1998/1999 aufgehoben

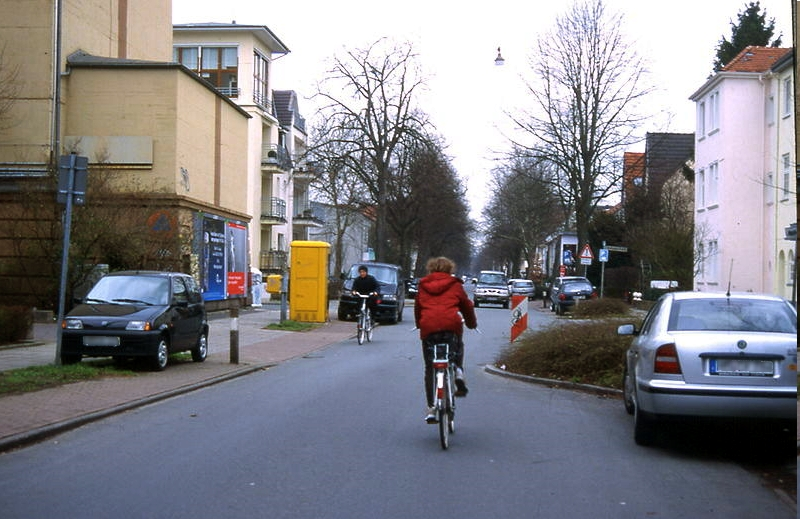
Scharnhorststr.: Nach Einführung der Tempo-30-Zone Radwege beidseits aufgehoben, zum Wohle der Radfahrer

In den 1980er Jahren begannen bundesweit verschiedene Arbeitsgruppen, die Auswirkungen von Baumaßnahmen und Verkehrsregelungen zu untersuchen. Damals gab es zwei Erkenntnisse [die heute in dieser Strenge und Auslegung so nicht mehr gelten]: Wichtig für die Verkehrssicherheit vor allem in Wohnstraßen war das Verkehrsklima. Dem sei eine übermäßige Trennung der Verkehrsarten abträglich, da die meisten Unfälle an Straßenkreuzungen und Grundstücksausfahrten passieren. Auch bei stark mit Kfz-Verkehr belasteten Hauptstraßen sei das Unfallrisiko von Radfahrern auf Radwegen höher als das von Radfahrern, die auf der Fahrbahn fahren. Es wurden Tempo-30-Zonen eingerichtet, die in Bremen schnell fast das gesamte Straßennetz umfassten, außer dem Vorbehaltsnetz. Dem Prinzip der Tempo-30-Zone und insbesondere der dort regelmäßig eingesetzten Rechts-vor-Links-Regelung widersprechen Radwege, die typischerweise in Vorfahrtstraßen bestehen. Heute (2016) bestehen in Bremen etwa 100 km derartiger Radwege in Nebenstraßen. Der Erkenntnis über den angeblich fehlenden Sicherheitsvorteil von Radwegen wurde insofern Rechnung getragen, dass nach der Novelle der Straßenverkehrsordnung von 1997 ein Planungsbüro beauftragt wurde, alle Radwege hinsichtlich ihrer Maße und hinsichtlich der Erforderlichkeit einer Benutzungspflicht zu überprüfen. Bei einem hohen Anteil wurden entweder die qualitativen Voraussetzungen oder die Erforderlichkeit als nicht gegeben bewertet. Daraufhin wurden an bestehenden Radwegen wenige neue Schilder aufgestellt, um die Benutzungspflicht zu kennzeichnen, zahlreiche andere Schilder wurden entfernt und somit die Benutzungspflicht aufgehoben. Es ist hier zu beachten, dass die Auslegung nicht eine weitere logische Folge hatte, nämlich die Radwege auszubauen. Denn durch die bestimmte Konstellation von Fürsprechern wurde die Diskussion nur „von der Straße aus“ geführt. All das hat zur Folge, dass im gesamten Tempo-30-Netz und in etlichen Tempo-50-Straßen auf der Fahrbahn geradelt werden könnte, auch wenn Radwege vorhanden sind. Jedoch ist dies ein Angebot, das nur 1 % der Fahrradfahrer wahrnehmen [Quelle VEP].

### Vom Radwegenetz zum Radverkehrsnetz

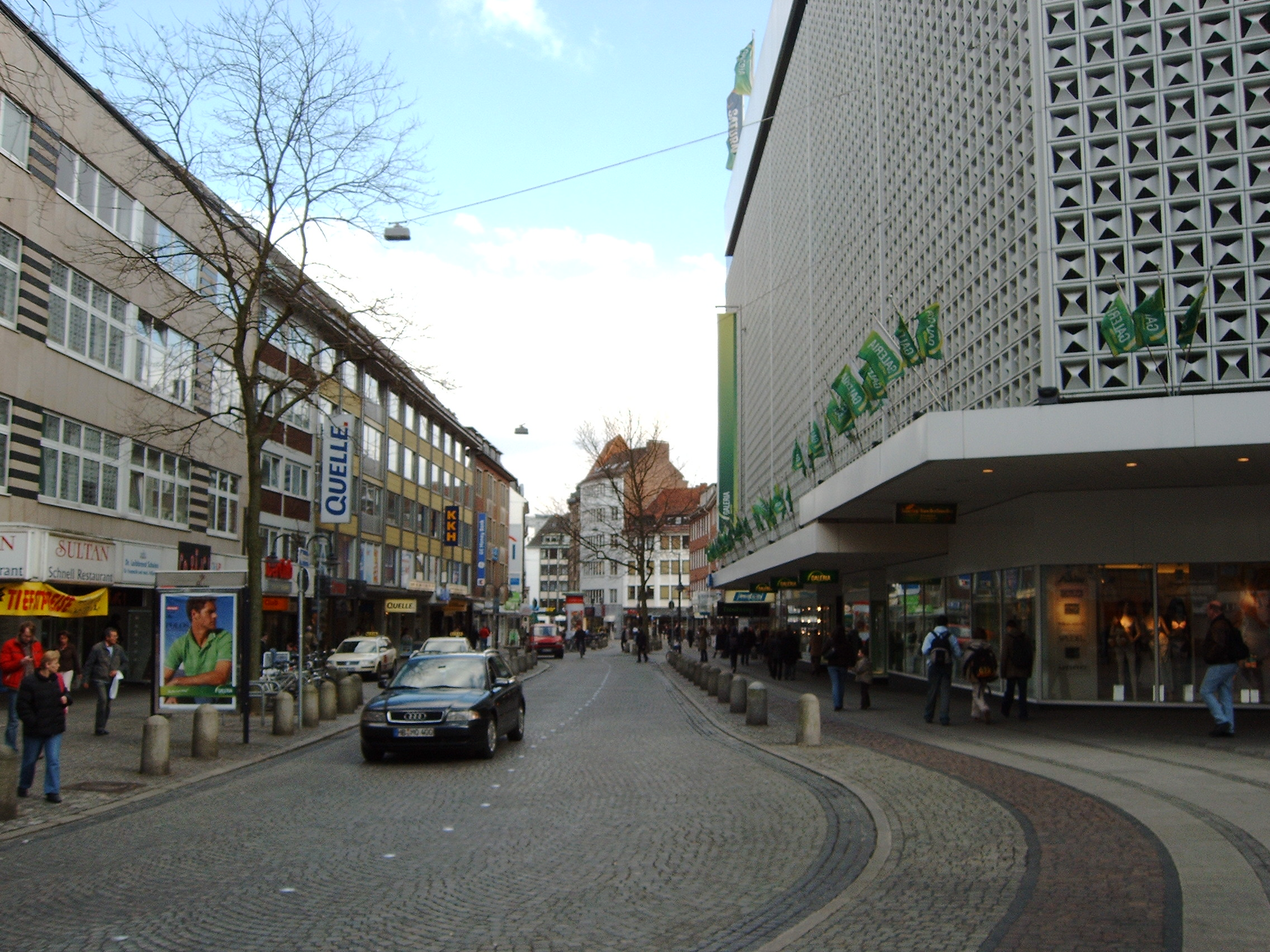
Knochenhauerstr.: Radweg gegen die Einbahnrichtung; von vielen Radlern fälschlich in Einbahnrichtung benutzt. Erklärende Schilder fehlen

In den 1990er Jahren erarbeitete eine von Bausenator Konrad Kunick SPD initiierte Arbeitsgruppe aus Vertretern von Behörden und ADFC ein Netz von Hauptrouten, das alle Stadtteile abseits von den Hauptachsen des Autoverkehrs miteinander verbinden sollte, als attraktives Angebot für den Alltagsverkehr. Von diesem Netz wurde bisher nur die Veloroute 1 verwirklicht, vom Präsident-Kennedy-Platz nach Burglesum. Ohne als Veloroute ausgeschildert zu werden, wurde außerdem die Beneckendorffallee als Geh- und Radweg ausgebaut, finanziert von der Stiftung Wohnliche Stadt. Mit dem Amtsantritt des Bausenators Bernt Schulte (CDU) in der Großen Koalition lenkten die Behörden ihre Aufmerksamkeit wieder mehr auf Autoverkehr und straßenbegleitende Radwege.
Angeregt durch ähnliche Ringprojekte für den Freizeitverkehr in anderen Städten begann auch in Bremen 1998/99 die Planung eines Grünen Ringes, bestehend aus drei Ringen und wenigen radialen Zuwegungen. Da für Tourismusförderung relativ leicht finanzielle Mittel zu mobilisieren sind, wurden die Routen des Grünen Ringes bis 2003 ausgeschildert und waren lange Zeit neben den durch Bremen führenden Fernradwegen die einzigen Routenwegweisungen.

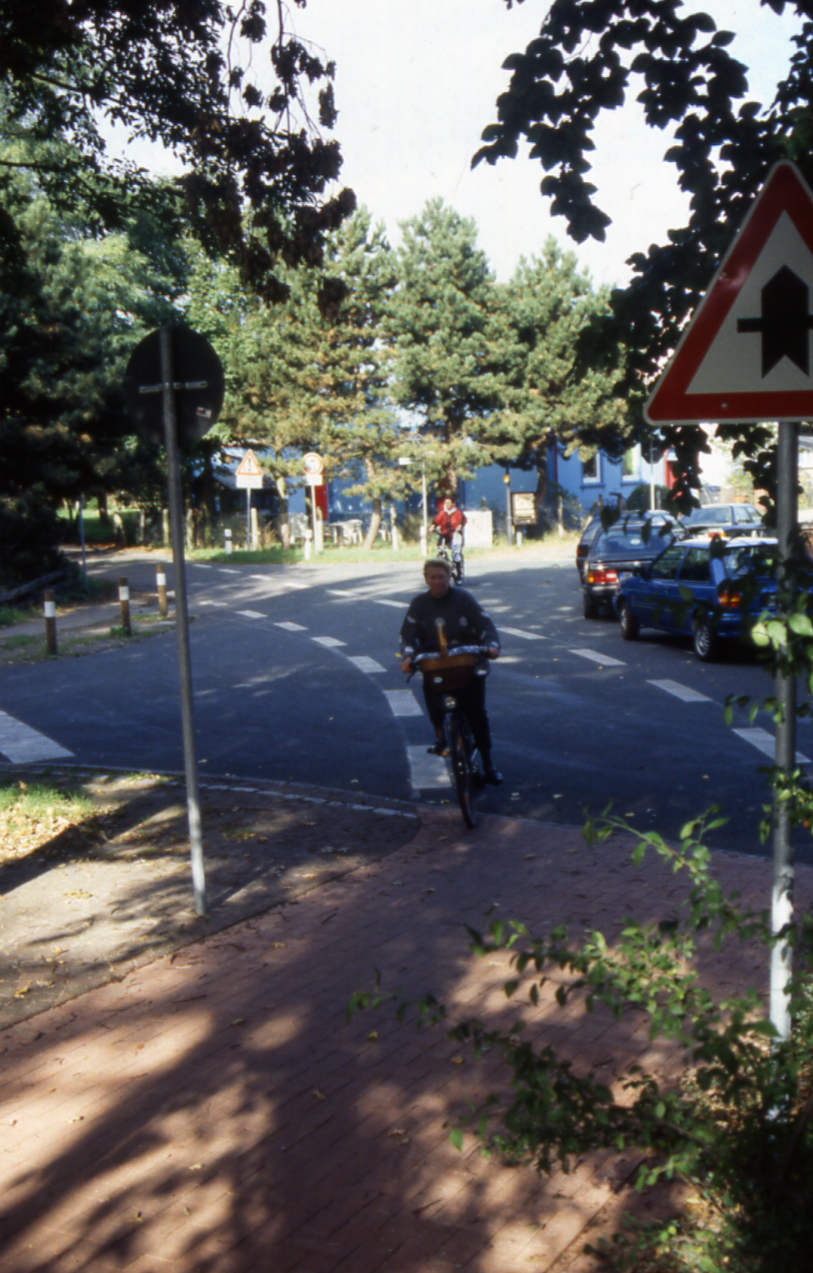
Veloroute 1 in Bremen-Oslebshausen

In den Jahren 1999 bis 2001 wurde für den Bremer Radverkehr eine Zielnetzplanung durchgeführt, mit dem Ziel, ein mehrstufiges Radverkehrsnetz für die ganze Stadt zu planen. Auftragnehmer war das Ingenieurbüro Planungsgemeinschaft Verkehr (PGV) des renommierten Verkehrsplaners Dankmar Alrutz. Aufgrund von Vorgaben aus dem Bremer Bauressort konzentrierte sich die Planung mehr auf Routen entlang Hauptstraßen als auf solche durch Grünzüge und Wohnstraßen. Politik und Verwaltung nahmen diese sorgfältige Bestandsaufnahme und Planungsarbeit nur zögernd zur Kenntnis. So entstand die vom damaligen Bausenator herausgegebene Kartensammlung Grünes Netz 2002 ohne Berücksichtigung des fundierten Konzeptes der Zielnetzplanung.

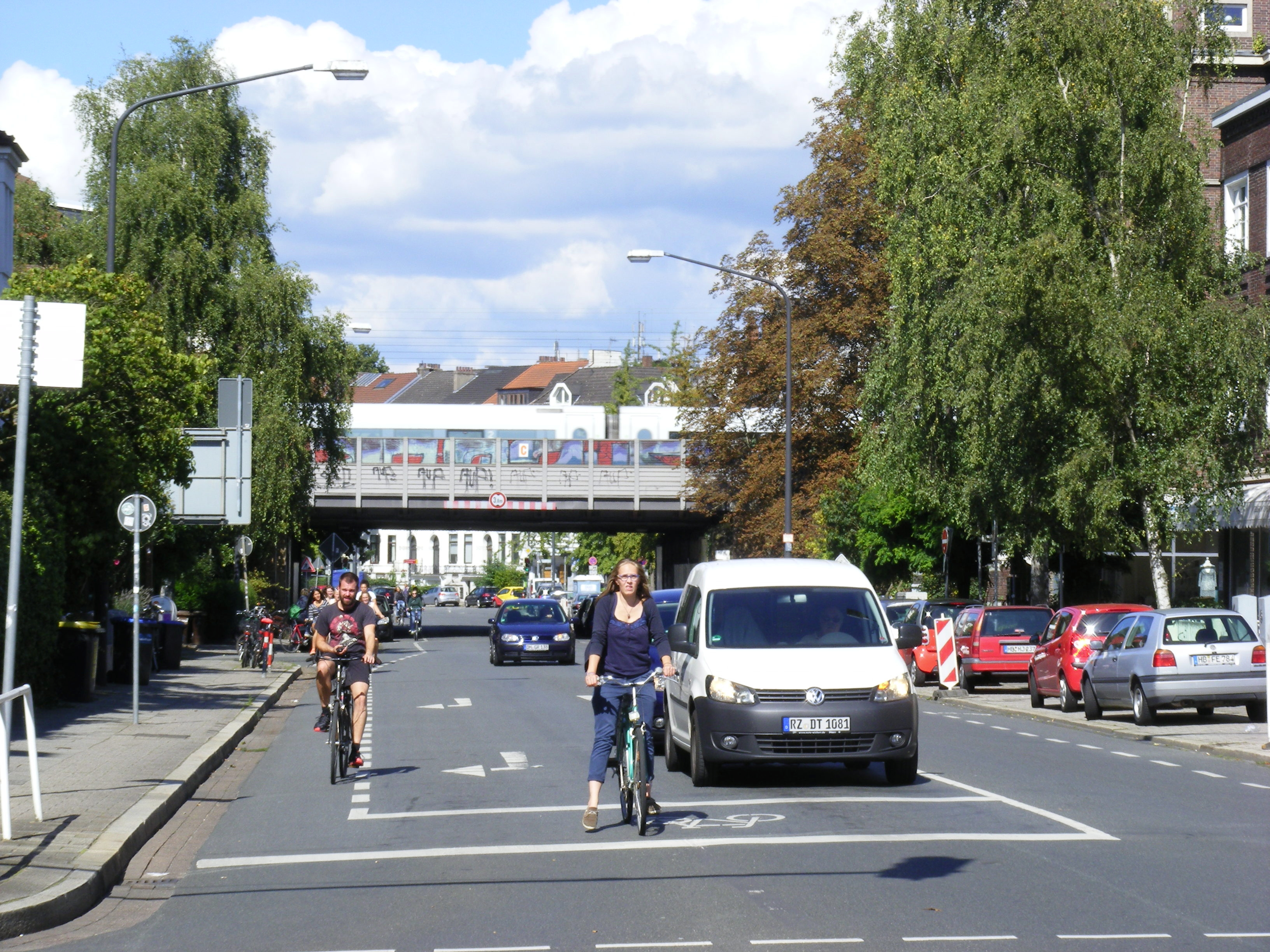
Graf-Moltke-Str. mit Schutzstreifen und vorgezogener Aufstellfläche an der Einmündung in die Bismarckstr.

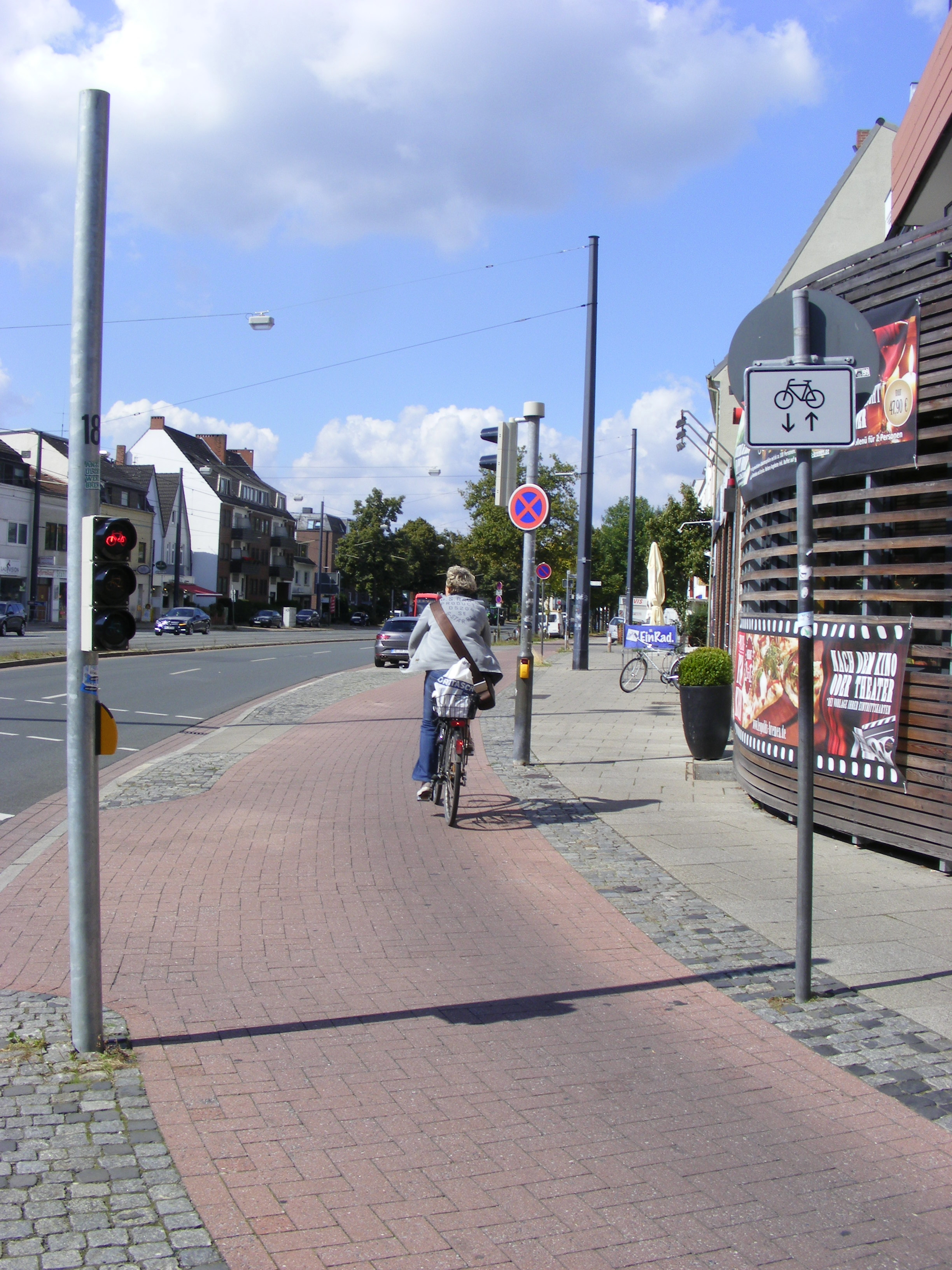
Zweirichtungsradweg in der Kirchbachstraße, wenige Wochen nach Aufhebung der Benutzungspflicht

Obwohl die knappe Finanzlage eine Konzentration der Unterhaltungsmittel auf tatsächlich gebrauchte Radwege erfordert, haben sich über lange Zeit die für einzelne Stadtteile zuständigen Sachbearbeiter nicht an zentral vorgegebene Prioritäten gehalten, sondern ließen z. B. Radwege in Tempo-30-Zonen renovieren, die nach den aktuellen Prinzipien der Verkehrsplanung nicht erhaltenswert sind.

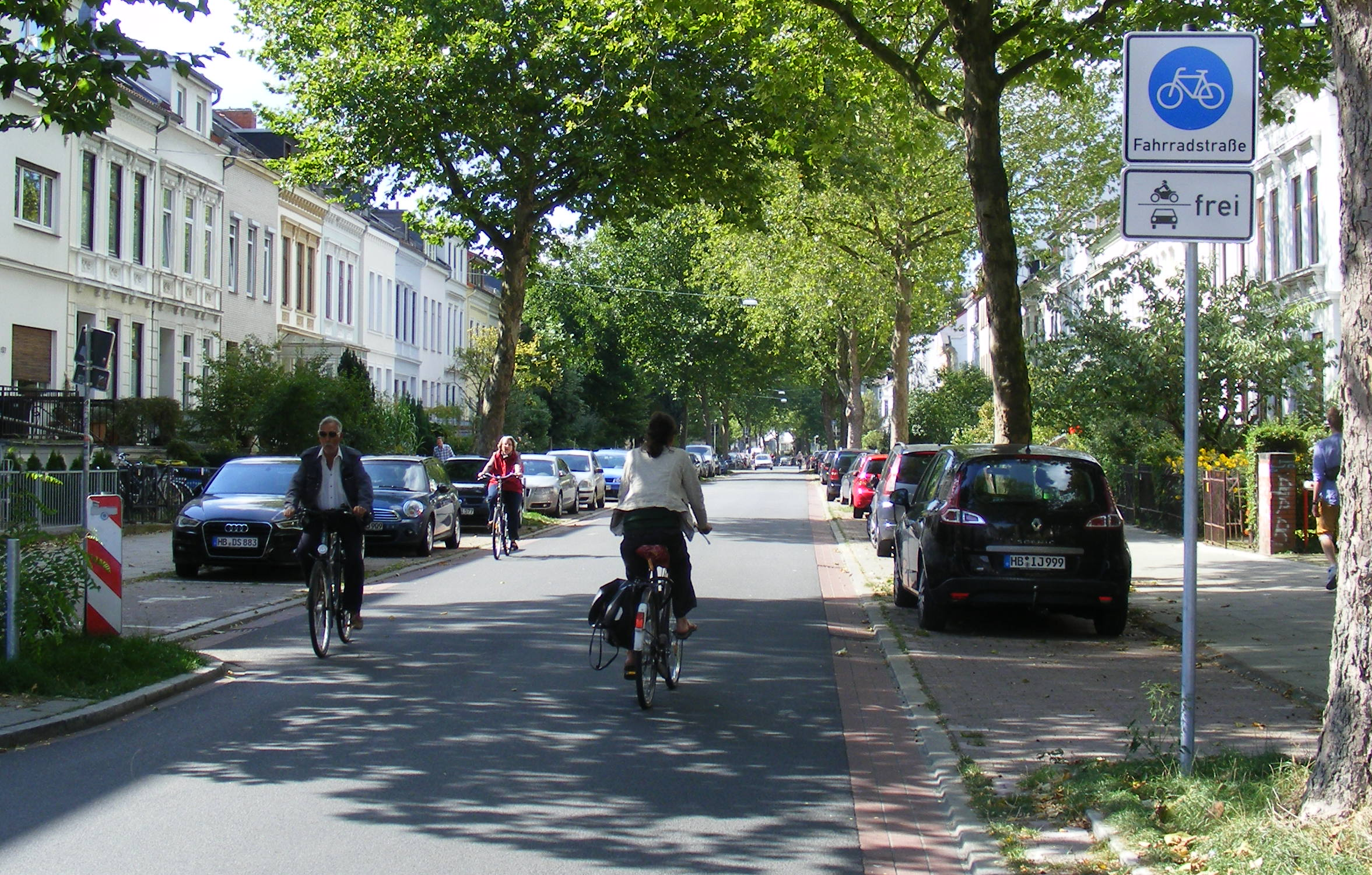
Humboldtstr., seit 2014 Fahrradstraße mit breiten Gehwegen, vor der Kanalsanierung 2013/14 mit Radwegen

Wesentlich berücksichtigt wurde die Zielnetzplanung in dem 2005 nach Vorgaben der Behörde des Bausenators von der Geoinformation Bremen unter Mithilfe des ADFC Bremen erstellten und gemeinsam herausgegebenen Stadtplan, dem Radverkehrsplan Bremen. Auch der von den Behörden ins Netz gestellte Routenplaner basiert auf der Zielnetzplanung.

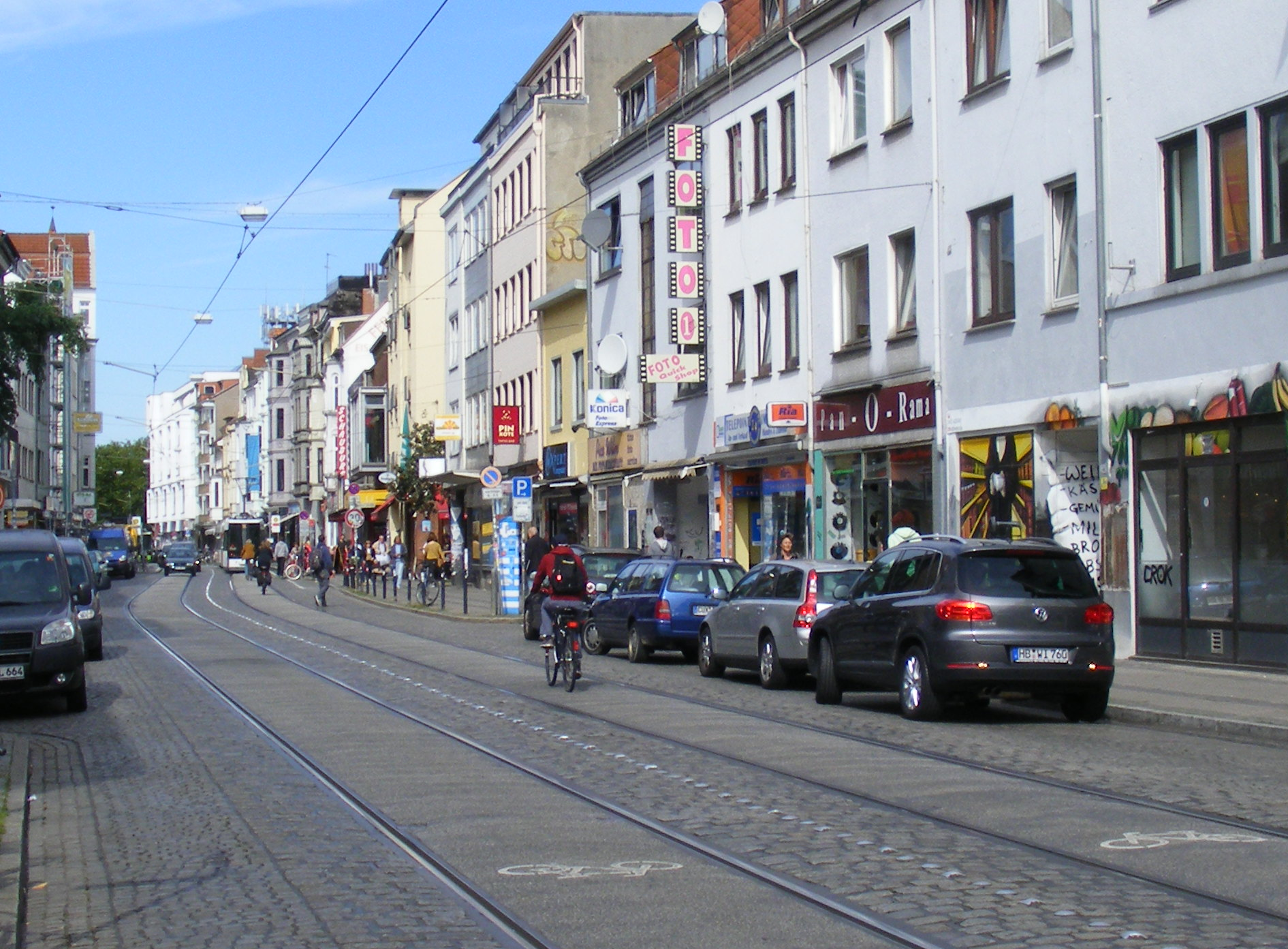
Integrative Radverkehrsführung Vor dem Steintor

2008 wurde auch das in der Zielnetzplanung vorgesehenen Hauptroutennetz ausgeschildert. Seitdem bemüht sich der Senat vermehrt um die Förderung des Fahrradverkehrs. 2009 wurde in der Straße Vor dem Steintor der Bereich zwischen den Schienen der Straßenbahngleise mit einem ebenen Asphaltbelag zum Radfahren hergerichtet. Er ist mit Fahrradpiktogrammen versehen, um das Radeln in Fahrstreifenmitte zu unterstützen. Damit entspricht die Straßengestaltung hier ebenso wie An der Gete, in einem Abschnitt der Arberger Heerstraße und seit Sommer 2014 Auf den Häfen den shared lanes (Anteilig genutzten Fahrstreifen).
In den Jahren 2013 und 2014 wurden ein Teil der Wachmannstraße, die Humboldtstraße und mehrere kleinere Straßen als Fahrradstraßen ausgewiesen.
Die Anstrengungen zur Reparatur und Erneuerung wichtiger Radwege haben zugenommen, unter anderem wurden die Nordseite der Hollerallee und inzwischen jährlich der Jan-Reiners-Weg ausgebaut. Gleichzeitig wird bei den meisten straßenbegleitenden Radwegen durch Entfernung der blauen Radwegschilder 237, 240 und 241 die Benutzungspflicht aufgehoben, um den Radlern zu ermöglichen, je nach Fahrstil und Verkehrslage zwischen Radweg und Fahrbahn zu wählen.
Die Auseinandersetzung um Einbahnstraßen bzw. Radfahrer, die entgegen der Einbahnrichtung fuhren und entsprechende polizeiliche Kontrollen, führte zur Gründung des Allgemeinen Deutschen Fahrrad-Clubs, ADFC, der lange auch seine Bundesgeschäftsstelle in Bremen hatte, bevor sie nach Berlin umzog. Inzwischen sind annähernd alle Einbahnstraßen für Radverkehr in Gegenrichtung frei gegeben. In Tempo-30-Zonen erfolgt dies meist durch Nutzung der Fahrbahn in Gegenrichtung, in einzelnen Straßen der Innenstadt auch mit Radwegen entgegen der Fahrtrichtung. In Bremen gab es in den 1980er Jahren die ersten Gebiete mit annähernd flächendeckender Öffnung von Einbahnstraßen, so dass diese in einem entsprechenden bundesweiten Forschungsprojekt vertieft untersucht werden konnten. Von Bremen ausgehend ist diese Regelung inzwischen in der bundesweiten Straßenverkehrs-Ordnung (StVO) enthalten und wird seit den späten 1990er Jahren teilweise flächendeckend in Tempo 30 Zonen so praktiziert. Dies gilt in ähnlicher Weise für Fahrradstraßen, die ebenfalls erstmals in Bremen eingesetzt wurden, in den 1980er Jahren und seit 1997 in der StVO enthalten sind, allerdings erst seit Beginn der 2010er Jahre häufiger eingesetzt werden.

### Maßnahmen in Folge des Verkehrsentwicklungsplans Bremen 2025
In diesem Dokument (VEP Bremen 2025), dass nach umfangreichen Abstimmungen beschlossen wurde, sind etliche Maßnahmen zugunsten des Radverkehrs aufgeführt. Prominent werden Korridore für durchgehende Fahrrad-Premiumrouten vorgeschlagen, die seitdem teilweise in Machbarkeitsstudien untersucht worden sind. Erste Abschnitte der Premiumroute D.15, die auf 43 km von Farge bis Mahndorf geplant wird, mit Verlängerung über die Stadtgrenze nach Achim, sind im Rahmen des Wallrings umgesetzt worden, andere in Hemelingen und am Osterdeich. Einen Überblick zum Stand der Umsetzung von Maßnahmen Ende 2023 aus dem VEP Bremen 2025 gibt die Antwort auf eine Kleine Anfrage in der Bürgerschaft.

## Fahrradparken

### Abstellanlagen im öffentlichen Raum

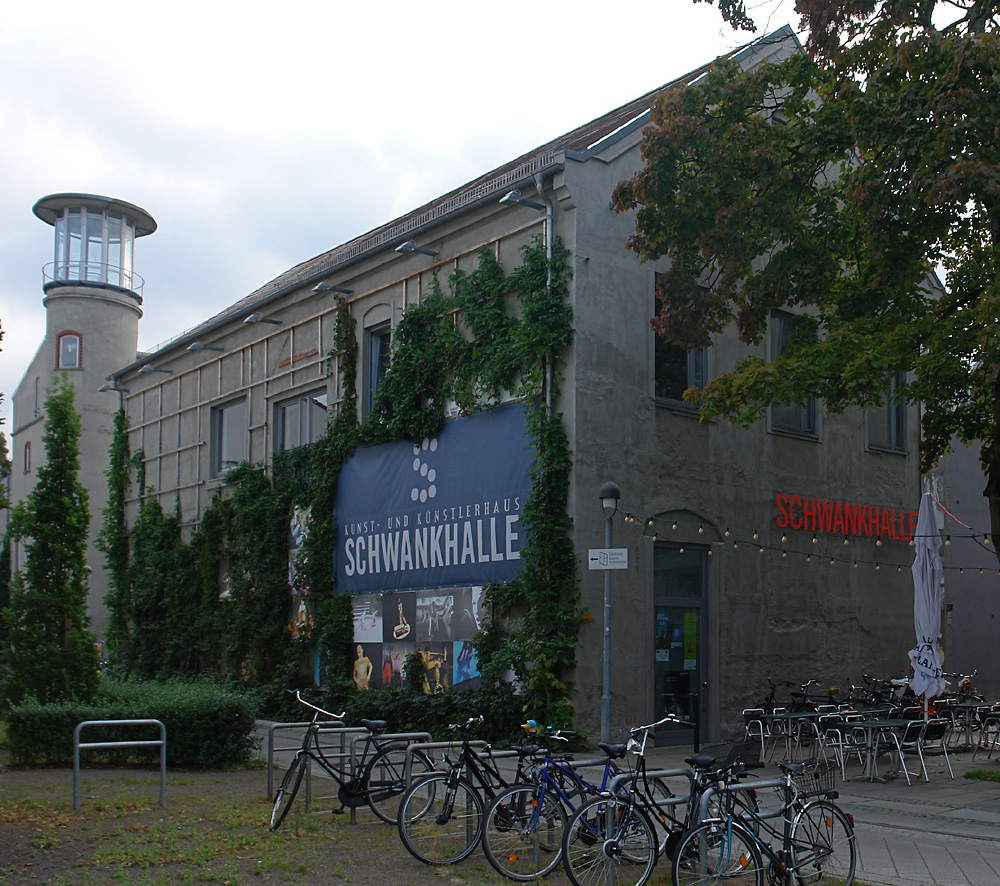
Moderne Fahrradbügel in der Bremer Neustadt

In der Altstadt stehen über 2.500 Stellplätze für Fahrräder zur Verfügung.
In den 1990er Jahren gab es eine Initiative des Senats, auf Flächen in Wohnstraßen, die bisher als Autoparkplatz dienten, Fahrradabstellanlagen aufzustellen. Unter der schwarzroten Koalition wurde das Projekt zurückgefahren. Nachdem nun wieder der politische Wille vorhanden ist, mangelt es an der Finanzierung.
Um die Attraktivität der Innenstadt für den Einkaufsverkehr mit dem Fahrrad zu steigern, sind neben der Schaffung zusätzlicher Abstellplätze alle neu gestalteten Verkehrsstraßen wie z. B. Martinistraße, Faulenstraße, Bürgermeister-Smidt-Straße, Herdentorsteinweg, Kulturmeile und Wall mit Radwegen ausgestattet worden.
Es gibt in drei Parkhäusern die Möglichkeit, das Fahrrad witterungsgeschützt unterzubringen.
Informationen hierzu enthält der Fahrrad-Parkplan Bremen.

### Radstationen in Bremen
- Die Radstation am Hauptbahnhof Bremen wurde im Jahr 2003 eröffnet und bietet 1.500 bewachte Stellplätze sowie einen Reparatur- und Verleihservice. Sie dient u. a. Bus-, Straßenbahn- und Bahnreisenden sowie Touristen. Sie erteilt auch Informationen zu Radtouren in Bremen und seinem Umland.
  - Abstellanlage in der Fahrradstation: Einzeltickets, Dauerkarten (Monat, Halbjahr, Jahr), Guthabenkarte
  - Fahrradparkhaus neben dem Bahnhofsnordausgang am Willy-Brandt-Platz (schon 1995 eröffnet): Dauerkarten, Guthabenkarte
- Radstation am  Bahnhof in Vegesack (2008–2012)

## Verbindungen ins Umland
Da sich Bremens niedersächsisches Umland durch ein dichtes Netz von Nebenstraßen und befestigten Wirtschaftswegen auszeichnet, und – außer der Weser – keine landschaftlichen Barrieren aufweist, kann man von Bremen aus viele Städte und andere Ziele mit dem Fahrrad ohne viel Autoverkehr erreichen, oft mit weniger Umwegen als auf den ausgeschilderten Radfernwegen.

## Beliebte Freizeitrouten

### Bremen-Mitte

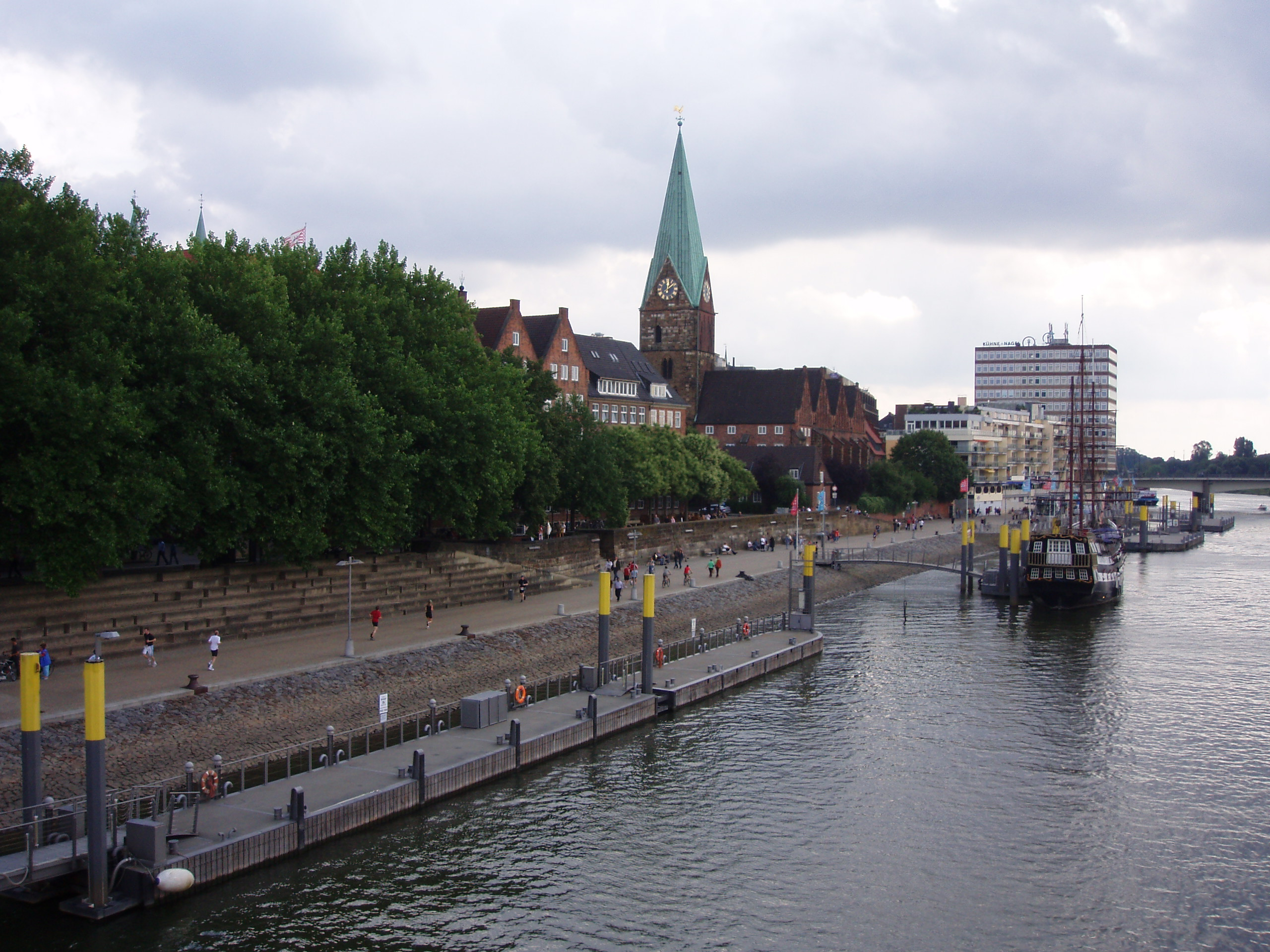
Radweg an der Weser unterhalb der Schlachte mit Blick auf St.-Martini

mit der Altstadt, der Bahnhofsvorstadt, dem Ostertor und dem Steintor
- In Bremen-Mitte führt an der Weser ein durchgängiger Radweg an der Innenstadt, dem Ostertorviertel und dem Steintorviertel vorbei.
- Um die Altstadt führt das Netz durch die Wege in den Wallanlagen. Um die Attraktivität der Innenstadt für den Einkaufsverkehr mit dem Fahrrad zu steigern, sind neben der Schaffung zusätzlicher Abstellplätze alle neu gestalteten Verkehrsstraßen wie z. B. Martinistraße, Faulenstraße, Bürgermeister-Smidt-Straße,  Herdentorsteinweg, Kulturmeile und Wall mit Radwegen ausgestattet worden.

### Bremen-Nord

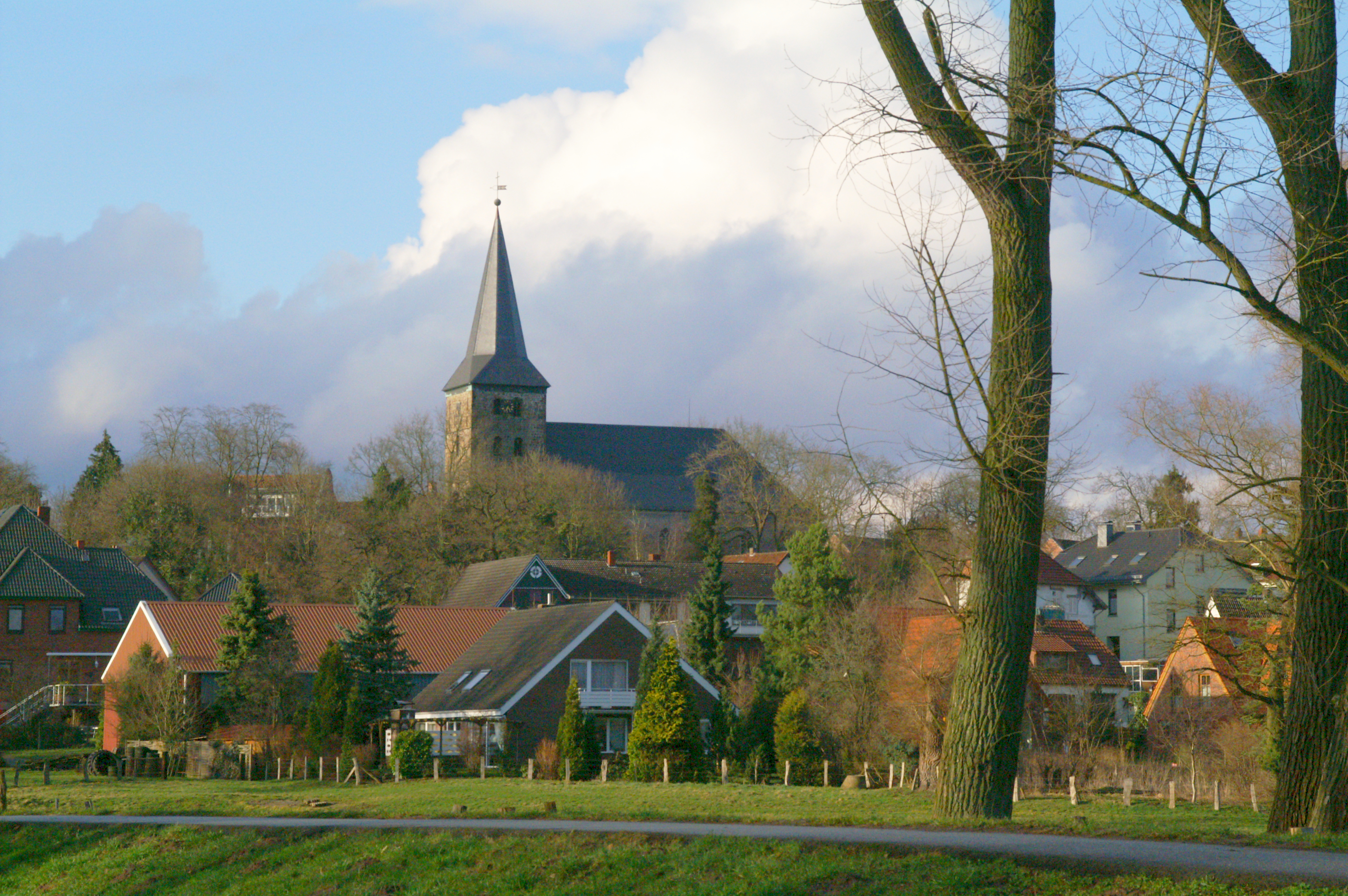
Früherer schmaler Radweg auf dem Lesumdeich mit Sicht auf Bremen-Lesum mit St.-Martini-Kirche

mit Blumenthal, Burglesum und Vegesack
- In Blumenthal führen beliebte Radwege an der Weser nach Rekum und Neuenkirchen, an der Beckedorfer Beeke nach Beckedorf und Schwanewede oder durch Lüssum-Bockhorn am Waldfriedhof Blumenthal vorbei.
- In Burglesum führen beliebte Radwege beidseitig an der Lesum westlich nach Vegesack und in das Werderland bis nach Nieder- und Mittelsbüren zur Moorlosenkirche oder in östlicher Richtung zum Wümme-Radweg und zum Blockland.
- In Vegesack sind beliebte Radwege u. a. an der Weser und beidseitig der Lesum mit einem ausgedehnten Wegesystem. Die Wegeverbindung von Vegesack über die Fährer Flur, Fährer Kämpe, Fährer Straße und Hammersbecker Weg führt nach Schwanewede, Ortsteil Löhnhorst.

### Bremen-Ost

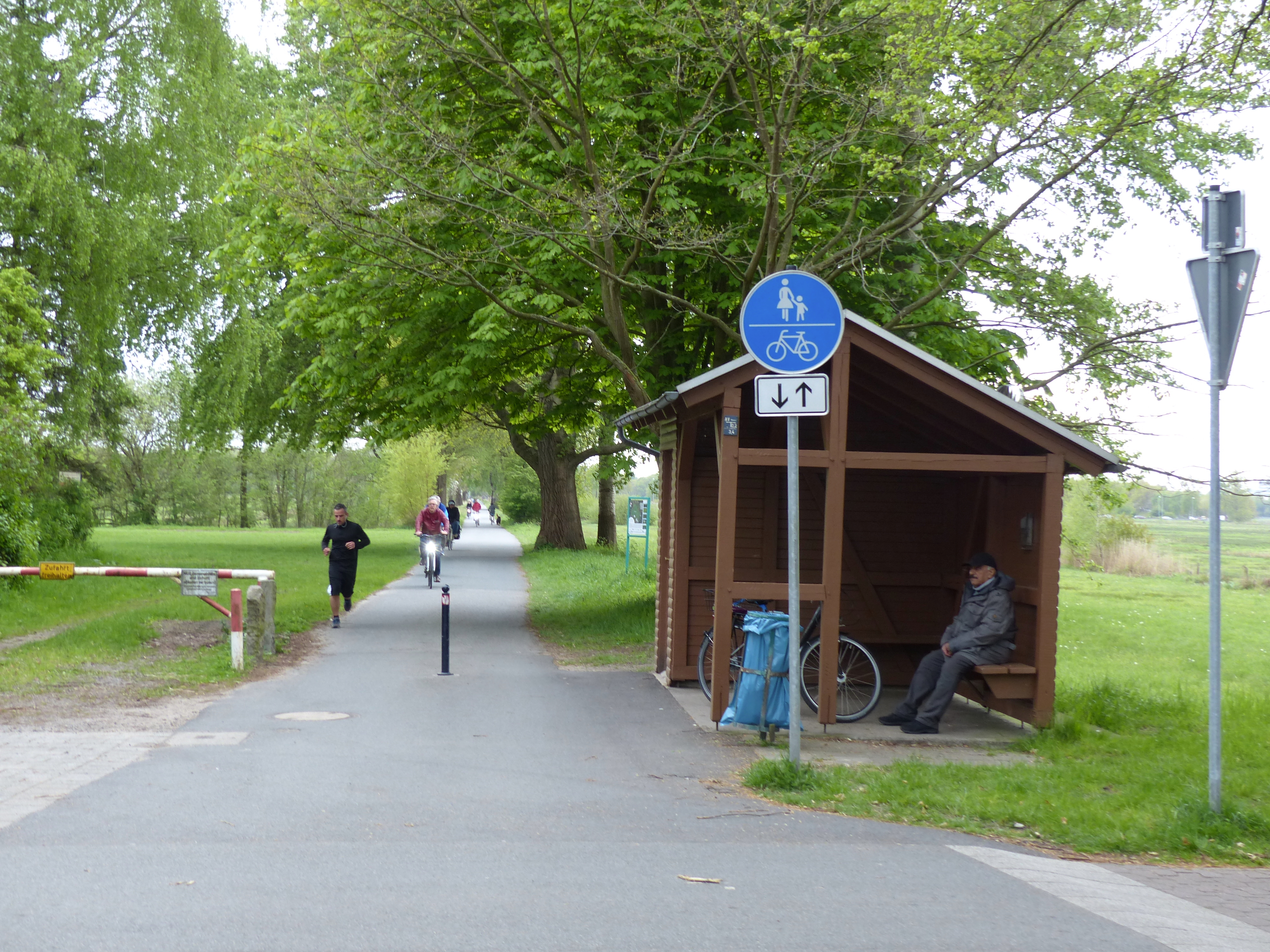
Vorfahrt des Jan-Reiners-Wegs am Lehester Deich

mit Borgfeld, Hemelingen, Horn-Lehe, Oberneuland, Osterholz, Östliche Vorstadt, Schwachhausen und Vahr
- Der Jan-Reiners-Radweg ist nicht nur Radwanderweg, sondern im Berufsverkehr die wichtigste Fahrradverbindung zwischen Bremen und Lilienthal.
- Der Kuhgrabenweg führt von der Parkallee (Innenstadt–Ostrand des Bürgerparks) zum Kreuzdeich und damit zur Wümmebrücke des Jan-Reiners-Wegs, wichtig für Pendler zwischen der Bremer Innenstadt und Lilienthal.
- In Borgfeld führen viele Radwege u. a. über diesen Jan-Reiners-Weg zur Wümme nach Horn-Lehe bzw. nach Lilienthal, über den Kuhgrabenweg vorbei am Kuhgrabensee zur Universität Bremen und nach Horn-Lehe, über den Truper Deich und dem Lehester Deich zum Wümme-Radweg, über die Katrepeler Landstraße via Hollerdeich über den Wümme-Radweg nach Ottersberg und zum Hexenberg bis nach Grasberg, über die Katrepeler Landstraße zum Hollerdeich und zum Aumundsdamm nach Oberneuland und über die Borgfelder Landstraße via Am großen Moordamm zum Hexenberg bis nach Grasberg.
- In Hemelingen führen mehrere Wege u. a. von der Neue-Heimat-Straße nach Osterholz, in Mahndorf vom Mahndorfer Deich und der Bollener Landstraße vorbei am Mahndorfer See nach Uphusen und zur Weser, von der Mahndorfer Landstraße über den Ehlersdamm nach Osterholz, vom Hasteder Osterdeich über den Osterdeich zum Zentrum von Bremen und über das Weserwehr nach Habenhausen und zum Werdersee.
- In Horn-Lehe führen zahlreiche Wege u. a. über den Wetterungsweg zum Stadtwald und zum Stadtwaldsee (Uni-See), über den Kuhgrabenweg vorbei am Kuhgrabensee zur Wümme und zum Wümme-Radweg, über den Jan-Reiners-Weg zur Wümme nach Borgfeld und Lilienthal, über Hinter dem Riensberg und die Achterstraße, vorbei am Riensberger Friedhof und der Kleinen Wümme zum Stadtwald und über die Marcusallee, vorbei am Rhododendron-Park Bremen nach Oberneuland.
- In Oberneuland führen beliebte Radwege u. a. zum Achterdiekpark und dem Achterdieksee, über den Hollerdeich und den Aumundsdamm zur Wümme, dem Wümme-Radweg und nach Borgfeld und Lilienthal, über den Hodenberger Deich nach Ottersberg sowie über Nedderland/Marcusallee zum Rhododendron-Park Bremen.
- In Osterholz führen zahlreiche Wege u. a. zum Bultensee/Behlingsee/Königsmoor, über den Hodenberger Deich zur Wümme, dem Wümme-Radweg und nach Ottersberg sowie zum Achterdieksee über den Heinrich-Boden-Weg.
- In der Östlichen Vorstadt führt an der rechten Weserseite  ein durchgehender Weg an der Weser und auf dem Deich ins Zentrum von Bremen, vorbei an einem Kleingartengebiet und dem Grünzug und Sportpark Pauliner Marsch mit dem Weserstadion. Über die sogenannte Erdbeerbrücke (Karl-Carstens-Brücke) und über das Weserwehr kann die linke Weserseite mit dem Werderland zwischen Weser und Kleiner Weser erreicht werden sowie Obervieland und die Neustadt.

### Bremen Süd

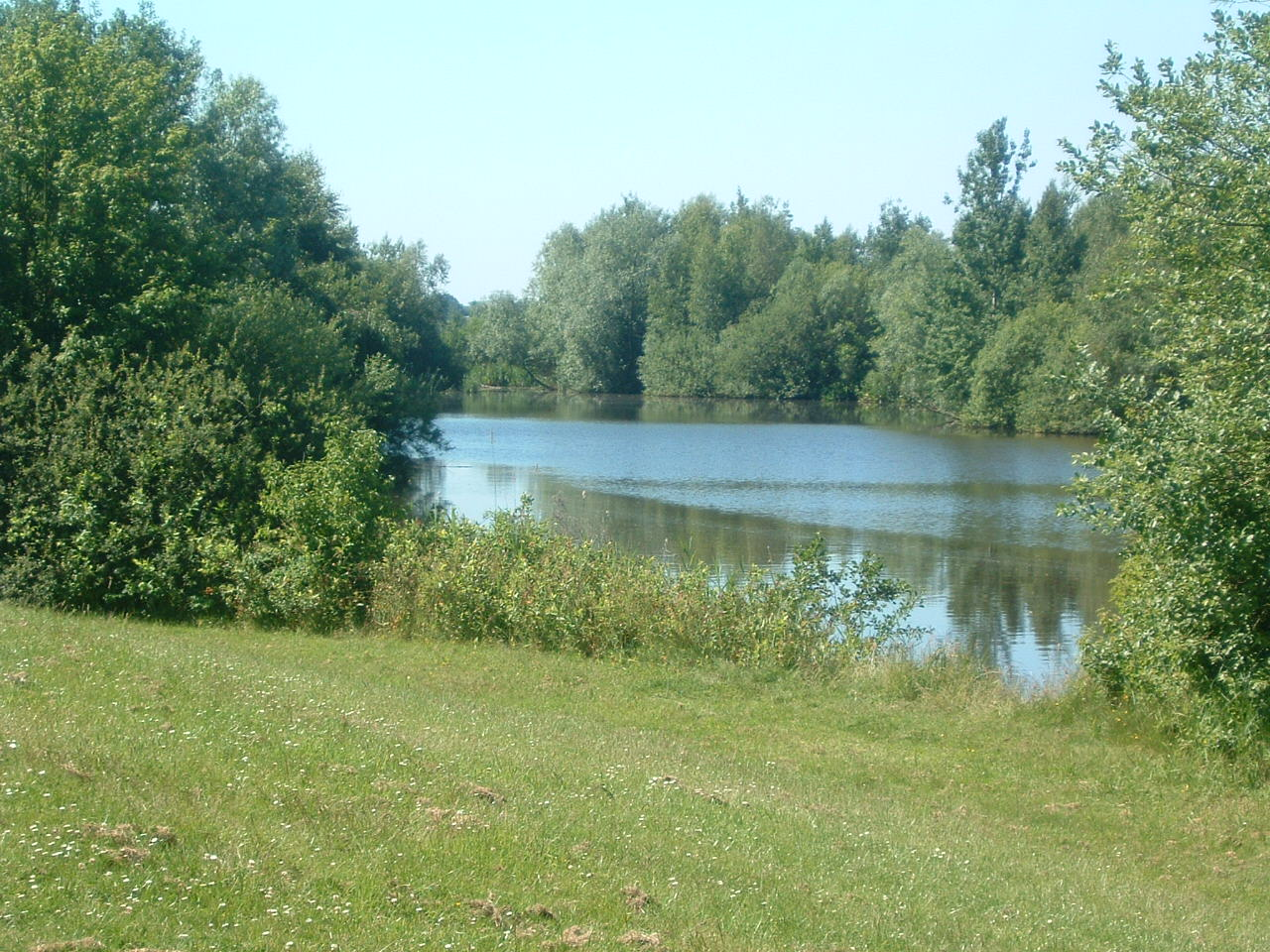
Park links der Weser an der Ochtum

Links der Weser, mit Huchting, Neustadt, Obervieland, Seehausen, Strom und Woltmershausen
- In Huchting sind die Radwege im Park Links der Weser, um den Sodenmattsee in den Grünanlage am Sodenmattsee, in der Ochtumniederung sowie die Deichwege an der Ochtum und der Varreler Bäke die beliebtesten Radwege. Sie führen u. a. über und vorbei Auf dem Klaukamp, Höhpost, Achterfeldweg, Hohenhorster Weg, Heulandsweg;  Hohenhorster See, Schweinekamp, Wardamm, Westerlandweg nach Altstuhr, Varrel, Moordeich und Brinkum oder Woltmershausen,  Neustadt, Strom und Seehausen.
- In der Neustadt sind beliebte Radwege u. a. an der Kleinen Weser, beidseitig am Werdersee nach Huckelriede und Habenhausen, sowie von der Alten Neustadt durch die Neustadter Grünanlagen und in Huckelriede im großen Kleingartengebiet.
- In Strom und Seehausen wird Strom durch den Radweg an der Stromer Landstraße erschlossen der in westlicher Richtung nach Deichhausen, Sandhausen und Delmenhorst führt. Von Strom führt bei der Landesgrenze eine Straße nach Seehausen mit dem beliebten Radweg auf dem linken Weserdeich, der vom Vorhafen Neustadt bis zum Sporthafen Hasenbüren und dem Ochtum-Sperrwerk führt. Verbindungen bestehen zur Marschenlandschaft Niedervieland. Huchting wird durch die noch ungenügende Wegeverbindung der Brokhuchtinger Landstraße durch die Ochtumniederung erreicht.
- In Woltmershausen führen Radwege vorbei am Ortsteil Rablinghausen u. a. auf dem Deich der Weser zum Weseruferpark Rablinghausen und zum Lankenauer Höft. Die Ochtumniederung kann über den Reedeich und Langer Damm erreicht werden. Der Radweg Alter Schutzdeich führt via Wardamm nach Huchting. Mittig im Stadtteil besteht die Verbindung auf der Butjadinger Straße, dem Mittelkamp und der Simon-Bolivar-Straße.

### Bremen West

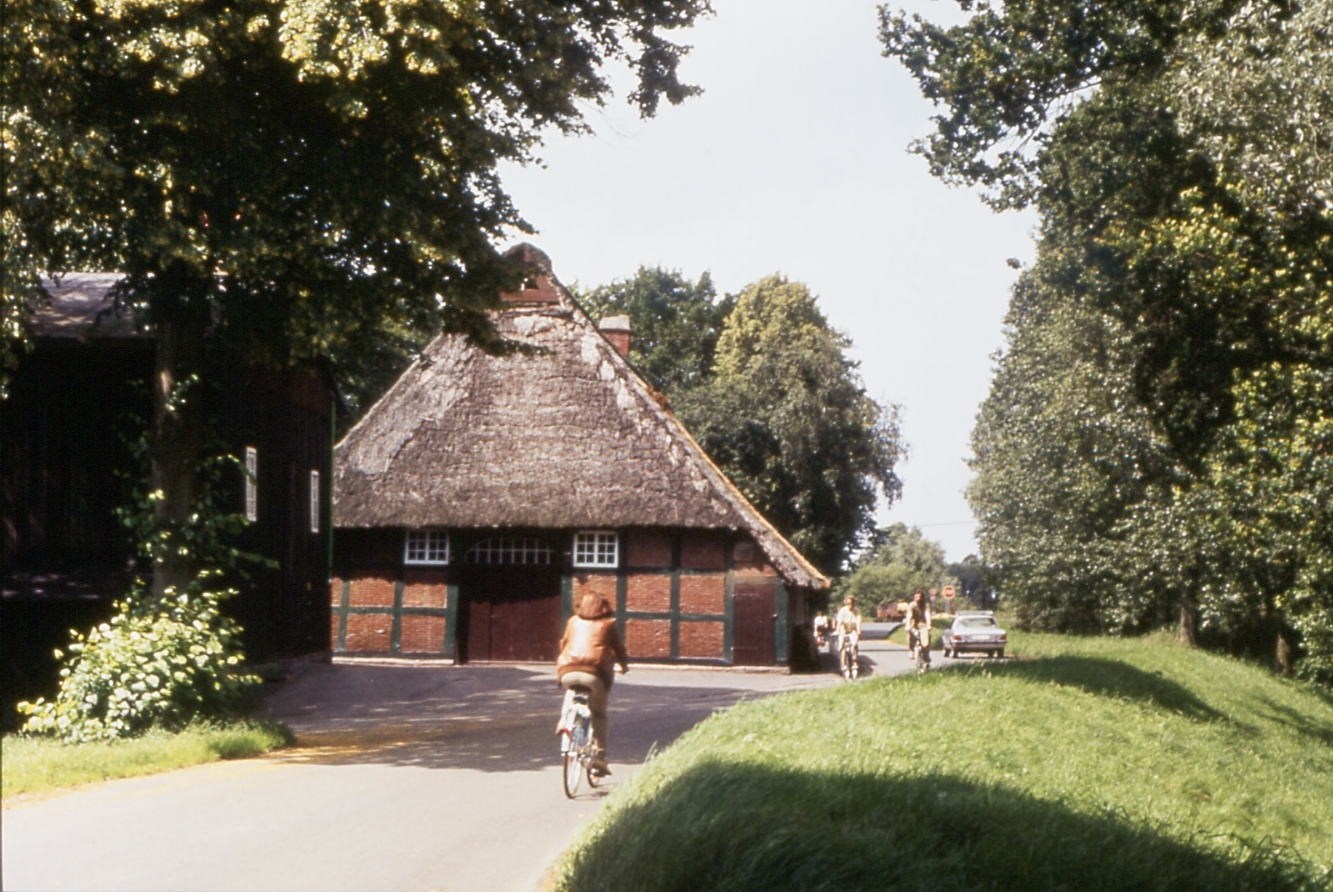
Wümmedeich im Blockland: Auto fahren dürfen hier nur Anlieger, Radfahren ist umso angenehmer

mit Blockland, Findorff (Bremen), Gröpelingen und Walle
- In Findorff führen beliebte Radwege durch den Bürgerpark nach Schwachhausen, zum Stadtwald mit dem Stadtwaldsee (Uni-See) und zur Universität Bremen. In Weidedamm führen Wege durch die umfangreichen Kleingartenanlagen. Von Findorff ist das Blockland und der Wümme-Radweg via Hemmstraße und Südwenje (an der Semkenfahrt) gut erreichbar.
- In Gröpelingen und Blockland führt in West-Ost-Richtung durch eine längsgestreckte Grünzone ein zentraler Rad- und Fußweg von Oslebshausen durch Ohlenhof und den Ortsteil Gröpelingen nach Walle zum Stadtzentrum. Beliebte Ziele für Radfahrer sind das Blockland mit dem Wümme-Radweg und der Blocklander Hemmstraße an der Kleinen Wümme sowie die Kleingartenanlage In den Wischen bis zum Waller Feldmarksee.
- In Walle führt in der Längsachse von Bremen-Mitte durch Walle nach Gröpelingen ein Grünzug mit einem Rad- und Wanderweg. Die Waller Straße und der Waller Damm führen vorbei an den Kleingartengebieten Hohweg in die Waller Feldmark, zum Blockland und zur Wümme mit dem Wümme-Radweg.

### Radfernwege

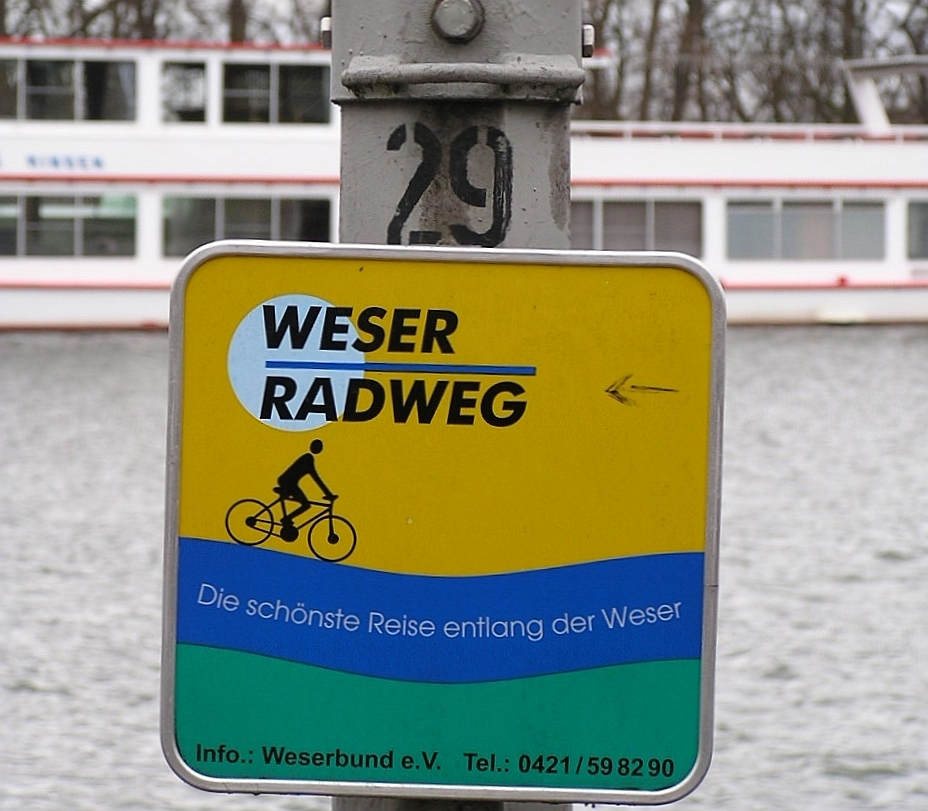
Schild am Weserradweg

- Der Weser-Radweg ist ein Radfernweg mit einer Länge von rund 500 km. Er gehört zu den attraktivsten flussbegleitenden Radwanderwegen in Deutschland entlang der Weser von Hann. Münden via Bremen, Bremerhaven bis zur Mündung der Weser in die Nordsee.
- Der Wümme-Radweg ist ein Radfernweg von Bremen (Wümmemündung) durch die Wümmeniederung via Lilienthal bis zum Heideort Wilsede.
- Der Nordseeküsten-Radweg ist ein 5.942 km langer internationaler Radfernweg, der Bremerhaven tangiert.
- Der Radfernweg Hamburg–Bremen hat eine Länge von ca. 150 km. Er hat Anschluss an den Weser-Radweg.
- Der Radfernweg Bremen–Osnabrück, der als Brückenradweg bezeichnet wurde, hat eine Länge von rund 300 km. Er verbindet die Städte auf zwei weitgehend parallelen Trassen.
- Der rund 450 km lange Radwanderweg Vom Teufelsmoor zum Wattenmeer führt durch das Elbe-Weser-Dreieck und an der Nordsee entlang.